# Caripeta rafaeli
Caripeta rafaeli là một loài bướm đêm trong họ Geometridae.